# 45 Eugenia
45 Eugenia é um grande asteroide do cinturão de asteroides.

## Descoberta e nomeação
45 Eugenia foi descoberto no dia 27 de junho de 1857 pelo astrônomo Hermann Mayer Salomon Goldschmidt através do observatório de Paris. Foi nomeado em homenagem a imperatriz da França, a espanhola Eugênia de Montijo, esposa de Napoleão III.

## Satélites
Esse asteroide é famoso por ser um dos primeiros asteroides que foram encontrados com um satélite natural orbitando-o. Ele foi também o segundo asteroide triplo conhecido, após 87 Sílvia. Pois, 45 Eugenia conta com duas luas, Petit-Prince, a maior e mais distante, e S/2004 (45) 1, que é a lua menor e mais interna.